# Squash

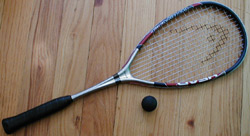
Raquete e bola de squash sobre o chão da quadra

Squash [squóch] é um esporte praticado com raquetes e com uma pequena bola oca preta de borracha por dois jogadores (ou quatro jogadores para disputa de duplas) em uma quadra/campo fechada por quatro paredes, sendo a traseira de vidro. Nas competições de profissionais, as quatro paredes são de vidro e a bola é branca.
Quando a bola atinge a parede, ela é esmagada (em inglês, squashed), o que originou o nome do esporte.

## História

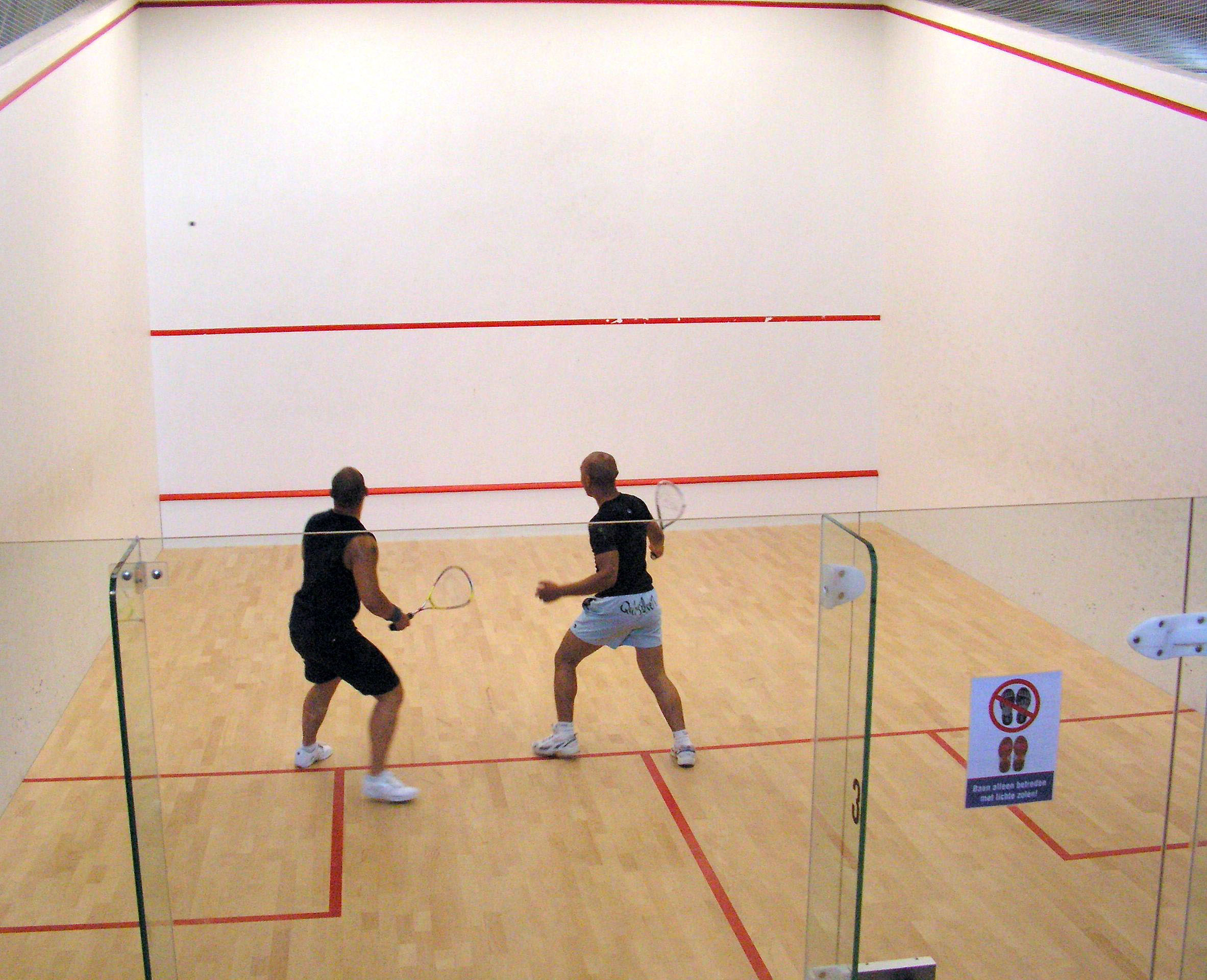
Jogadores em uma quadra de squash

Foi na Inglaterra do século XIX o surgimento provável do embrião do atual squash. Na famosa prisão da Fleet, em Londres, alguns presos praticavam uma variante do ténis, rebatendo, com raquete, a bola contra as paredes. Outra versão atesta que o squash surgiu na Harrow School em 1830. O certo é que, nessa  mesma escola, foram construídas as primeiras quatro quadras de squash já em 1864.
O squash desembarcou no Brasil em 1920, trazido por ingleses que vieram procurar ouro em Nova Lima, em  Minas Gerais. A primeira quadra de squash no Brasil foi construída onde é hoje o Clube das Quintas, nessa mesma cidade.

## Regras
- Dois jogadores, numa quadra fechada, alternam jogadas na parede frontal.
- A 1º linha de marcação a 48 centímetros do chão, corresponde a rede de tênis e acertar a bola abaixo significa perder um ponto;
- A linha de serviço (saque) fica a 1,783 m do chão, e também, corresponde à rede de tênis: acertar a bola abaixo dela, no saque, significa perder um ponto.
- A terceira linha, a 4,57 metros do chão, limita a altura acima da qual a jogada é considerada fora.
- A bola, depois que bate na parede frontal, pode tocar nas laterais ou na parede do fundo, mas só deve bater uma vez no chão, quando tem que ser rebatida pelo adversário.
- Os dois quadrados menores no fundo da quadra demarcam o espaço que deve ser tocado com pelo menos um dos pés quando do serviço.
- No saque, a bola deve atingir a parede frontal entre a linha do meio e a linha superior e atingir o chão do quadrante traseiro oposto, ou seja, o quadrante traseiro onde inicialmente fica o adversário, que pode rebatê-la antes dela tocar o chão.
- O primeiro sacador é definido por sorteio, rodando uma raquete. Depois, saca quem vence o ponto. Se o sacador vence o ponto, seu próximo saque deve ser do lado oposto.
- Um retorno é bom se a bola, antes de tocar no piso mais de uma vez, for devolvida corretamente e tocar a parede frontal acima da lata (a linha de baixo) e abaixo da linha de fora, sem primeiro tocar o piso.  A bola pode tocar nas paredes laterais e/ou na parede do fundo antes de alcançar a parede frontal.
- Um retorno não é bom se a bola:
  - for  golpeada após "pingar" no piso mais de uma vez
  - for golpeada incorretamente, ou seja, se houver um "toque duplo" na raquete
  - for "baixa", ou seja, tocar no piso antes da parede frontal ou tocar na lata
  - for "fora", ou seja, atingir a parede da linha ou acima da linha de fora.
- O jogador que acabou de golpear a bola não pode obstruir a passagem ou a visão do jogador que irá golpeá-la. Se ocorrer qualquer um dos 2 de forma involuntária, a jogada é anulada.

## Pontuação
A decisão é em melhor de 5 ou 3 jogos e um dos dois sistemas existentes será definido quando da organização do torneio:
- Standard - até 9 pontos: o jogador recebe um ponto sempre que ganhar uma jogada em que serviu. Se o jogo empatar em 8 a 8, o jogador que recebe pode escolher entre Set One (acabar aos 9) ou Set Two (acabar aos 10).
- Pars - até 11 pontos: o jogador recebe um ponto sempre que ganhar uma jogada. Caso o jogo estiver empatado em 10 pontos, o jogador que abrir uma vantagem de 02 pontos será declarado o vencedor.

As partidas profissionais são decididas em melhor de 5 jogos e cada um deles é disputado no sistema Pars até 11 pontos.

## Medidas da quadra/ do campo
- Comprimento 9,750m
- Largura 6,40m
- Da retaguarda à linha de meio-campo 4,26m
- Altura da parede frontal 4,75m
- Altura da parede da retaguarda 2,13m
- Altura da linha de serviço 1,783m
- Altura do tin 0,4 m
- Caixa de serviço 1,60 x 1,60m
- Largura das linhas de marcação 5 cm

## Jogos Pan-Americanos
O squash foi incluído pela primeira vez no programa dos Jogos Pan-Americanos de Mar del Plata, em 1995. O Brasil ganhou três medalhas de bronze neste ano, sendo uma equipe masculina, uma equipe feminina  e uma equipe geral (esta medalha somente foi disputada nestes jogos).
Em 1999, em Winnipeg, no Canadá, o Brasil ganhou uma medalha de prata, com a equipe masculina, e duas de bronze, com Ronivaldo Conceição, individual masculino, e com a equipe feminina.
Em Santo Domingo, na República Dominicana, no ano de 2003, o Brasil ganhou as mesmas medalhas que em 1999, sendo uma medalha de prata para a equipe masculina e duas de bronze, com Ronivaldo Conceição pela categoria individual masculina e com a equipe feminina.
Nos Jogos Pan-americanos do Rio de Janeiro, no Brasil, em 2007, o Brasil ganhou somente uma medalha de bronze, com a equipe masculina. No total de medalhas entre 1995 e 2007 (na disputa de 4 edições dos Jogos Pan-americanos), o Brasil ganhou um total de 10 medalhas, sendo 2  de prata e 8 de bronze.

## Grandes nomes do Squash

### Homens
- Ramy Ashour
- Lee Beachill
- Paul Coll
- Karim Darwish
- Chris Dittmar
- Mohamed El Shorbagy
- Rodney Eyles
- Ali Farag
- Grégory Gaultier
- Karim Abdel Gawad
- Geoff Hunt
- Hashim Khan
- Jahangir Khan
- Jansher Khan
- Thierry Lincou
- Rodney Martin
- Nick Matthew
- Peter Nicol
- Ross Norman
- David Palmer
- Jonathon Power
- Amr Shabana
- John White
- James Willstrop

### Mulher
- Vanessa Atkinson
- Cassie Campion
- Nicol David
- Susan Devoy
- Nour El Sherbini
- Raneem El Weleily
- Sarah Fitz-Gerald
- Nouran Gohar
- Rachael Grinham
- Michelle Martin
- Laura Massaro
- Heather McKay
- Janet Morgan
- Carol Owens
- Camille Serme

## Torneios
Os torneios do circuito profissional são predominantemente administrados por associações de jogadores profissionais, a Professional Squash Association (PSA) e a World Squash Federation (WSF).
- Campeonato Mundial de Squash
- British Open de Squash